# یارسلاو ورخلیتسکی
یارُسلاو وِرخلیتسکی (چکی: Jaroslav Vrchlický؛ ۱۷ فوریهٔ ۱۸۵۳ – ۹ سپتامبر ۱۹۱۲) شاعر غنایی اهل پادشاهی بوهم (جمهوری چک کنونی) بود. او هشت بار نامزد جایزه نوبل ادبیات شد.